# Гурский, Владислав
Владислав Гурский (пол. Władysław Górski), в западноевропейских странах известный как Ладислав Горски (фр. Ladislas Gorski; 7 июня 1846, Варшава — 7 февраля 1915, Лозанна) — польский скрипач.
Учился игре на скрипке в Варшаве у Кароля Студзиньского и Аполлинария Контского, затем изучал композицию в Берлине у Фридриха Киля. С 1871 г. солист оркестра Варшавской оперы. Был близко дружен с Игнацем Падеревским, с 1878 года неоднократно концертировал вместе с ним, пока в 1882 году к Падеревскому не ушла жена Гурского Елена. Выпустил учебник скрипичной игры (пол. Praktyczna Szkola na Skrzypce; 1880). После продолжительных западноевропейских гастролей в 1885 году обосновался в Лиссабоне, откуда спустя несколько лет перебрался в Париж, где некоторое время был концертмейстером в Оркестре Ламурё, продолжая также и сольную карьеру (так, в 1893 году Гурский солировал в Первом концерте Макса Бруха в Лондоне на концерте в честь визита автора в Великобританию). Был близок с Зыгмунтом Стоёвским, посвятившим ему Вариации и фугу для струнного квартета (1890) и концерт для скрипки с оркестром (1899), последний был впервые исполнен Гурским в 1900 г. в Париже, с оркестром Камиля Шевийяра. С 1901 года жил в Швейцарии (преимущественно в Монтрё), занимался педагогической деятельностью; среди его учеников, в частности, Андре де Рибопьер.